# Ernst Neger
Ernst Neger, född 14 januari 1909 i Mainz, död där 15 januari 1989; takläggarmästare, känd som sångare och organisatör av festivalen Mainzer Fastnacht.